# Heinrich Nicklisch
Heinrich Karl Nicklisch, född 19 juli 1876 i Tettau, Brandenburg, död 28 april 1946 i Berlin, var en tysk företagsekonom och handelslärare.
Nicklisch blev professor vid handelshögskolan i Mannheim 1910 och var rektor där 1914–1918. År 1921 blev han professor vid handelshögskolan i Berlin och var rektor där 1922–1926. Förutom ett stort antal monografier och tidskriftsartiklar, huvudsakligen behandlande balans- och organisationstekniska frågor, utgav Nicklisch uppslagsverket Handwörterbuch der Betriebswirtschaft (5 band, 1926–1928). Han var vidare redaktör för tidskriften Die Betriebswirtschaft.